# Agon Channel
Agon Channel è stato un canale televisivo italiano edito dall'imprenditore Francesco Becchetti. Il nome agon in lingua albanese significa "alba".

## Storia
Era la versione italiana dell'omonimo canale albanese, inaugurato a Tirana nel 2013 su idea dell'imprenditore romano Francesco Becchetti, amministratore delegato della Becchetti Energy Group (settore dell'energia rinnovabile) e presidente del Leyton Orient, squadra londinese di terza serie alla quale era dedicato un talent del canale.
Il canale era di tipo generalista. I format erano prodotti in Albania, nel centro di produzione di Tirana, e il canale trasmetteva in Italia dagli studi della capitale albanese. La concessionaria della pubblicità era Prs. L'investimento per l'apertura del canale è costato all'editore 40 milioni di euro.
Presente nel mux TIMB 1 sull'LCN 33 già dal 1º settembre 2014 inizia le trasmissioni ufficiali il 1º dicembre 2014, con un'anticipazione al 26 novembre 2014 del gala di apertura del canale condotto da Simona Ventura e Massimo Ghini con ospite Nicole Kidman.
Il 16 dicembre 2014 Antonio Caprarica, ex corrispondente della Rai, lascia la direzione delle news del canale albanese, due settimane dopo il lancio della versione italiana, e al suo posto subentra il vice direttore Giancarlo Padovan.
Il 16 gennaio 2015 Veronica Maya, dopo aver lasciato la RAI, approda su Agon Channel.
Nell'estate 2015, a seguito delle vicende giudiziarie che coinvolgono in Albania l'editore Francesco Becchetti, l'emittente cessa la produzione di nuovi programmi; in onda restano le repliche di quelli trasmessi nei mesi precedenti.
Il 13 novembre 2015 il canale chiude lasciando il posto ad ABC, canale a cui era subentrato il 1º settembre 2014.
Il 31 dicembre 2015, Agon Channel torna a trasmettere nel multiplex di Canale Italia. In realtà, però, il canale trasmette solo televendite (queste ultime avranno un peso sempre maggiore nella programmazione) alternate a repliche dei vecchi programmi, e non c'è stato nessun comunicato sul sito ufficiale della vecchia emittente.
Il 1º marzo 2016 il canale passa sul mux 7 Gold e torna a trasmettere vecchi programmi della precedente gestione. Nel mux di Canale Italia esso è stato sostituito da Canale Italia 5, che ha la stessa posizione.
Il 29 luglio 2016 il canale chiude nuovamente lasciando il posto a 33, appartenente all'editore Scripps Networks Interactive, che a sua volta verrà rimpiazzato, dal maggio 2017, dal canale dedicato alla cucina Food Network presente sul mux Mediaset 2.

## Versione albanese dell'emittente
Anche la corrispondente albanese (di ugual nome) era edita dallo stesso editore; la programmazione era molto simile all'emittente italiana, con cui condivideva la sede e gli studi a Tirana. L'emittente televisiva albanese aveva dato il via alle trasmissioni nel 2013 e ha terminato le stesse il 10 ottobre 2015 a causa dell'interruzione della fornitura di corrente da parte dell'azienda energetica albanese.

## Programmi del passato
- A casa nostra
- A fior di pelle
- Agon News
- Americano, il primo sulla notizia!
- Brutti di notte
- Chance
- Ci pensa Fotticchia
- Contratto
- Dica 33
- Eyes of the world
- I primi
- La fortuna fa 90 (testato nel 2007 con una puntata zero mai trasmessa mediante la conduzione di Iva Zanicchi[17][18])
- Lei non sa chi sono io
- Leyton Orient
- Mattino Chic
- My Bodyguard
- Modelle fuori
- Ore 19
- Pepe & sale
- Quello che le donne (non) dicono
- Sanremo in Festival
- Sport Square
- Times Square
- Una canzone per 100.000
- Vetrina
- Oh my God - Sit Com